# Strażnica KOP „Wilk”
Strażnica KOP „Wilk” – zasadnicza jednostka organizacyjna Korpusu Ochrony Pogranicza pełniąca służbę ochronną na granicy polsko-sowieckiej.

## Formowanie i zmiany organizacyjne
W 1925, w składzie 5 Brygady Ochrony Pogranicza, został sformowany 15 batalion graniczny. W 1928 w skład batalionu wchodziło 12 strażnic. W 1928 strażnica KOP „Pieszczanka” znajdowała się w strukturze 3 kompanii KOP ”Hawrylczyce”. W komunikacie dyslokacyjnym z 1929 nie występuje. W jej miejscu pojawia się strażnica KOP „Wilk”. W latach 1929 – 1939 strażnica  znajdowała się nadal w strukturze 3 kompanii KOP ”Hawrylczyce”  batalionu KOP „Ludwikowo”. Strażnica liczyła około 18 żołnierzy i rozmieszczona była przy linii granicznej z zadaniem bezpośredniej ochrony granicy państwowej.
W 1932 obsada strażnicy zakwaterowana była w budynku popolicyjnym. Strażnicę z macierzystą kompanią łączyła droga polna długości 5 km.

## Służba graniczna
Podstawową jednostką taktyczną Korpusu Ochrony Pogranicza przeznaczoną do pełnienia służby ochronnej był batalion graniczny. Odcinek batalionu dzielił się na pododcinki kompanii, a te z kolei na pododcinki strażnic, które były „zasadniczymi jednostkami pełniącymi służbę ochronną”, w sile półplutonu. Służba ochronna pełniona była systemem zmiennym, polegającym na stałym patrolowaniu strefy nadgranicznej, wystawianiu posterunków alarmowych, obserwacyjnych i kontrolnych stałych, patrolowaniu i organizowaniu zasadzek w miejscach rozpoznanych jako niebezpieczne, kontrolowaniu dokumentów i zatrzymywaniu osób podejrzanych, a także utrzymywaniu ścisłej łączności między oddziałami i władzami administracyjnymi. Strażnice KOP stanowiły pierwszy rzut ugrupowania kordonowego Korpusu Ochrony Pogranicza.
Strażnica KOP „Wilk” w 1932 ochraniała pododcinek granicy państwowej szerokości 5 kilometrów 200 metrów od słupa granicznego nr 1002 do 1006, a w 1938 pododcinek szerokości 6 kilometrów 800 metrów od słupa granicznego nr 999 do 1006.
Sąsiednie strażnice:
- strażnica KOP „Borowa” ⇔ strażnica KOP „Mysino” – 1928[3], 1929[4], 1931[5] , 1932[6], 1934[1]
- strażnica KOP „Wołma I” ⇔ strażnica KOP „Mysino” – 1938[7]